# Cop d'estat a Nigèria de gener de 1966
El cop d'estat de Nigèria va començar el 15 de gener de 1966 sota ordres de Kaduna Nzeogwu; foren assassinats 11 polítics nigerians d'alt rang i dos soldats i tres polítics retinguts. El colpistes van fer atacs en les ciutats de Kaduna, Ibadan, i Lagos i van blocar el Níger i el riu Benue durant dos dies fins que la situació va fer un gir. El cap de l'Exèrcit, General Johnson Aguiyi-Ironsi va utilitzar el cop com a pretext per fer-se càrrec del poder, acabant amb la naixent democràcia de Nigèria. Fou un dels esdeveniments que van portar a la Guerra de Biafra.

## Preparació
L'agost de 1965 un grup de militars (un ioruba i quatre igbos) (comandants) van començar a preparar un cop d'estat contra el Primer ministre Abubakar Tafawa Balewa. El cop va ser planejat perquè segons els comandants, els polítics eren corruptes i portaven una vida de luxe gastant fons públics a costa dels ciutadans normals.
El President de Nigèria, Nnamdi Azikiwe va deixar el país a finals del 1965 primer per anar a Europa i després a un creuer al Carib. Sota la llei, el President del Senat, Nwafor Orizu esdevenia President Suplent durant la seva absència i tenia tots els poders del President.

## A Kaduna
En les setmanes fins al cop el Major Kaduna Nzeogwu, que era l'Instructor Cap a l'Acadèmia de Defensa nigeriana a l'estat de Kaduna, va dur a terme el reconeixement de la casa d'Ahmadu Bello a Kaduna. Nzeogwu sovint agafava els seus homes en exercicis nocturns anomenats "Exercici Damisa" que era de fet un entrenament pel cop militar. El comandant de la 2a Brigada, Brigadier Samuel Ademulegun, irritat per aquestos exercicis de nit prop de la casa de Bello va telefonar a Nzeogwu per renyar-lo i ordenar-li mantenir exercicis una distància segura de la casa de Bello. Tot i que Ademulegun es va queixar no va tenir cap idea del propòsit real de l'exercici. El control de Nzeogwu sobre les seves tropes era tan poc que va haver d'agafar soldats joves del Col·legi de Formació Militar a Kaduna.
En les primers hores del 15 de gener de 1966 Nzeogwu va decidir convertir l'"Exercici Damisa" en un cop militar. Nzeogwu va dirigir els seus homes a un arbust adjacent a les portes de la mansió de Bello i els va informar de la seva missió real. Nzeogwu llavors va dirigir als seus homes a l'altre costat de les portes de mansió i va fer una recerca de la residència, buscant a Bello. Després de perdre la paciència pel seu fracàs inicial de localitzar Bello, aquest es va entregar a les portes, on va ser immediatament disparat i mort.
Un altre conspirador treballant junt amb Nzeogwu, el major Timothy Onwuatuegwu, personalment va dirigir un destacament de soldats a la casa del brigadier Ademulegun. Onwuatuegwu va entrar a la casa del brigadier i va anar a l'habitació on era al costat de la seva muller. En veure entrar a Onwuatuegwu a l'habitació, Ademulegun va cridar "Timothy, que dimonis et penses que estas fent?". Onwuatuegwu va dir a Ademulegun que estava sota arrest. Ademulegun es va dirigir a un claix al costat del seu llit, i al fer això, Onwuatuegwu li va disparar i el va matar just al costat del seu llit, juntament amb l'esposa que estava al seu costat.
El cap del NMTC (Nigeria Military Training College) Coronel Ralph Shodeinde va ser mort igualment, tanmateix la manera de la seva mort és poc clara. La seva muller va testificar que va ser disparat per diversos soldats entre els quals el Major Nzeogwu i el Major Onwuatuegwu. Altres relats diuen que una granada va explotar al seu costat. No és clar si Nzeogwu va estar implicat amb la mort de Shodeinde, ja que aquest en aquell moment estava presumiblement ocupat en matar Ahmadu Bello. La majoria del relats situen la responsabilitat de la mort de Shodeinde en Onwuatuegwu. El mateix Onwuatuegwu, qui hauria disparat tant a Shodeinde com a Ademulegun i la seva muller, en canvi va retenir però no va fer cap mal al Governador de la Regió del Nord Kashim Ibrahim. Quan Ibrahim fou alliberat va dir que havia estat tractat amb el màxim respecte pels homes que el van arrestar.
El comandant del 2n Reece squadron a Kaduna, Hassan Katsina, no va patir tampoc cap mal durant el cop. Poc abans de començar el cop, Katsina va tenir unes paraules amb Nzeogwu. S'especula que la conversa entre els dos homes podia haver-hi salvat la vida a Katsina igual que la familiaritat de Nzeogwu amb la família de Katsina podia haver-lo induït a excloure Katsina del cop. Quan els dos homes es van trobar un altre cop poc després del cop, Nzeogwu li va preguntar directament "És tu amb nosaltres o en contra?". Veient que Nzeogwu tenia una pistola, Katsina amb saviesa va respondre "saps que soc amb tu".
Tard al matí del 15 de gener de 1966, en una reunió amb alguns periodistes locals en Kaduna buscant descobrir què estava passant, va ser notificat a Nzeogwu que l'única informació sobre els esdeveniments que es coneixia era retransmesa per la BBC. Nzeogwu va quedar sorprès perquè esperava una emissió radiofònica dels rebels de Lagos. Es diu que es va posar cokm un salvatge quan va saber que Emmanuel Ifeajuna a Lagos no havia fet res per neutralitzar Johnson Aguiyi-Ironsi que era el Comandant de l'Exèrcit. Per tant, Nzeogwu va redactar un discurs que va ser retransmès a Radio Kaduna al voltant de migdia, en el qual s'esmentava al Consell Suprem de la Revolució de les Forces Armades, es declarava la llei marcial a les províncies de la regió Nord, se suspenia la constitució i el govern, i totes les organitzacions polítiques, sindicals i culturals, es prohibien les manifestacions (excepte religioses); el comunicat anunciava que els estrangers serien protegits i els tractats internacionals respectats.

## A Lagos
Al voltant de les 2 de la matinada el Major Emmanuel Ifeajuna i alguns lloctinents de la 2a Brigada del Quarter General van anar a la residència del primer ministre Abubakar Balewa. Van apuntar però no van matar els agents policials que estaven de guàrdia allí. Ifeajuna llavors va tirar a terra la porta del dormitori d'una petada abans de portar-lo fora a punta de pistola.
En un altre lloc de Lagos, el Major Don Okafor va intentar arrestar al brigadier Zakariya Maimalari però aquest es va escapar saltant sobre una paret darrere de la seva casa. Mentre fugia a peu, va trobar el cotxe del major de la seva Brigada, Emmanuel Ifeajuna. Maimalari va reconèixer Ifeajuna i no tenia idea que fos part de la trama de cop. Creient que podria confiar en ell, Maimalari va parar el cotxe, i fou disparat per Ifeajuna. El comandant del 4t batalló amb seu a Ibadan, tinent coronel Abogo Largema, que estava convidat al Hotel Ikoyi la nit del cop; allí va arribar Ifeajuna i va forçar l'empleat de recepció a punta de pistola a informar a Largema que tenia una trucada de telèfon. Quan Largema va sortir de la seva habitació Ifeajuna i un subaltern va aparèixer en un passadís on estaven amagats i va disparar i matar Largema.
El comandant en cap de l'exèrcit Johnson Aguiyi-Ironsi va ser informat del cop per una trucada telefònica del tinent coronel James Pam. Poc després d'acabar la seva trucada telefònica amb Ironsi, Pam va ser capturat a la seva casa i se li va disparar resultant mort a mans del Major Chris Anuforo. L'únic igbo que va morir al cop fou el tinent coronel Arthur Unegbe, al que va disparar Anuforo perquè era conegut com a proper al brigadier Maimalari i va haver de ser silenciat per tal d'evitar que donés l'alarma.
Tafewa Balewa, el coronel Kur Mohammed, i el Ministre de Finances Festus Okotie-Eboh foren inicialment arrestats, però més tard els van matar. El cos de Balewa va ser descobert a una carretera als defores de Lagos, sis dies després.

## A Ibadan
A Ibadan el primer ministre de la Regió Occidental Samuel Akintola havia estat advertit per alguns militars del que es preparava. Akintola va sentir rumors d'un cop i va viatjar a Kaduna per advertir al primer ministre de la Regió del Nord, Ahmadu Bello, però aquest no ho va considerar tant imminent i Akintola va retornar a Ibadan armat amb un rifle. El seu ajudant principal, Fani Kayode fou el primer arrestat pels colpistes. Després del seu arrest, la muller de Kayode va informar Akintola de què havia passat. Poc temps després un destacament de soldats dirigits pel Capità Emmanuel Nwobosi va arribar a la residència d'Akintola. En veure els soldats, Akintola va obrir foc, ferint alguns d'ells incloent el capità Nwobosi. Després de lluitar per la seva vida i enfrontant els soldats en un tiroteig, Akintola va ser disparat i mort pels homes de Nwobosi.

## Conseqüències
El President en funcions Nwafor Orizu va fer una emissió per ràdio després de parlar breument amb el president Nnamdi Azikiwe, i va anunciar la decisió "voluntària del gabinet" de transferir poder a les forces armades. El General Johnson Aguiyi-Ironsi llavors va fer la seva pròpia emissió, acceptant la "invitació". El 17 de gener el General Ironsi va establir el Consell Militar Suprem a Lagos i va suspendre efectivament la constitució.
Tot dels dirigents de cop, excepte el Major Ifeajuna que va fugir a Ghana, van ser posats sota arrest. El Major Nzeogwu que controlava la regió Nord, va entregar el control al designat per Ironsi, el Major Hassan Katsina, abans de ser escortat pel tinent coronel Conrad Nwawo cap a Lagos on es va rendir al General Ironsi. Aquest va utilitzar el cop com a pretext per suspendre el Govern Federal i posar final a la primera república de Nigèria.
Durant els mesos que van seguir al cop fou conegut que quatre dels cinc Majors que van executar el cop eren igbos i que General Ironsi que va agafar el poder era també igbo. Els del nord van témer que els igbo ho havien planejat tot per agafar control del país i la por a un domini igbo al nord va esdevenir intensa. Això va resultar en les massacres d'igbos que van tenir els seus punts més alts el 29 de maig, 29 de juliol i 29 de setembre de 1966.
Els esforços del govern d'Ironsi per abolir l'estructura federal (la República Federal de Nigèria fou rebatejada com a República de Nigèria el 24 de maig de 1966) van aixecar tensions i va ser la causa d'un altre cop d'estat dels militars del nord el juliol de 1966, el qual va establir el lideratge de General Yakubu Gowon.

## Els militars implicats
La llista a sota mostra els militars implicats en ambdós costats del cop així com els seus fons ètnics.
Conspiradors
- Major Kaduna Nzeogwu (igbo)
- Major Timothy Onwuatuegwu (igbo)
- Major Emmanuel Ifeajuna (igbo)
- Major Chris Anuforo (igbo)
- Major Don Okafor (igbo)
- Major Adewale Ademoyega (ioruba)
- Major Humphrey Chukwuka (igbo)
- Capità Emmanuel Nwobosi (igbo)
- Capità Ben Gbulie (igbo)
- Capità Ogbu Oji (igbo)

Oficials de govern
- Primer ministre Abubakar Balewa † (Bageri)
- Ministre e Cap Ahmadu Bello † (Fulani)
- Ministre en Cap Samuel Akintola † (ioruba)
- Ministre de finances Festus Okotie-Eboh † (Itsekiri)
- General Johnson Aguiyi-Ironsi (igbo)
- Brigadier Samuel Ademulegun † (ioruba)
- Brigadier Zakariya Maimalari † (kanuri)
- Coronel Kur Mohammed † (kanuri)
- Coronel Ralph Shodeinde † (ioruba)
- Tinent Coronel Yakubu Gowon (Ngas)
- Tinent Coronel Abogo Largema † (kanuri)
- Tinent Coronel James Pam † (Berom)
- Tinent Coronel Arthur Unegbe † (igbo)
- Tinent Coronel Conrad Nwawo (igbo)
- Major Hassan Katsina (Fulani)